# Коган, Майкл
Майкл «Миша» Ко́ган (1 мая 1920, Одесса — 5 февраля 1984, Лос-Анджелес) — предприниматель, основатель японской компании-разработчика видеоигр Taito Corporation.

## Биография
Родился в Одессе, в 1920 году его семья бежала в Харбин, столицу Маньчжурии. В 1939 году он переехал в Токио, где проживал во время Второй мировой войны и учился в институте экономики университета Васэда. В 1944 году уехал в Тяньцзинь, в 1950 году вернулся в Японию, жил в районе Сэтагая, Токио. В 1953 году основал Taito Trading Company, ныне известную как Taito Corporation. Умер во время командировки в Лос-Анджелес, в 1984 году.
Его сын Авраам («Абба») живёт в Монако, является коллекционером старинных скоростных автомобилей. Дочь Рита жила на юге Калифорнии и была замужем за Ричардом Эдлундом, основателем Boss Films Studios. В 2005 году она являлась владельцем 8,5 % акций Taito Corporation.